# Assiette valaisanne
L’assiette valaisanne (allemand : walliser Teller) est une spécialité culinaire du canton suisse du Valais. Elle présente un assortiment de pain de seigle valaisan AOP rond, viande séchée du Valais IGP, jambon cru du Valais IGP, lard sec du Valais IGP, fromage raclette du Valais AOP et saucisse sèche du Valais. Elle peut être accompagné d'autres ingrédients tels d'autres fromages valaisans, petits oignons, cornichons, légumes valaisans au vinaigre et beurre suisse.